# Abprallschuss

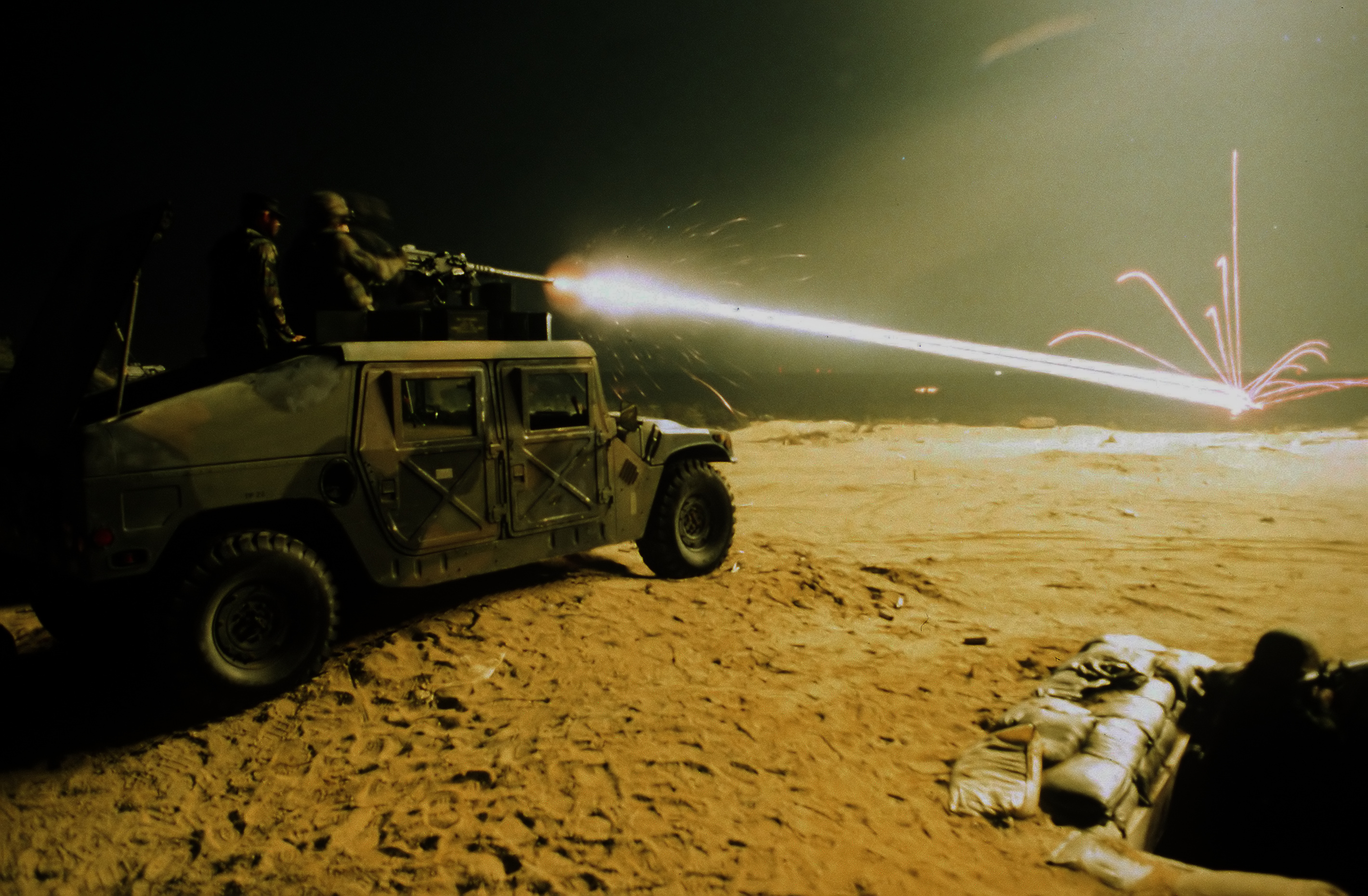
Aus einem Browning-M2-MG verschossene .50-BMG-Leuchtspurmunition und Querschläger von einem Panzer

Ein Abprallschuss oder kurz Abpraller ist ein Schuss, bei dem das Projektil in flachem Winkel an einer festen Fläche zum Ziel hin abgelenkt werden soll, damit es im Ziel Wirkung hat. Daher werden beim Schießen der Artillerie auf weiche Ziele auch
Sprenggeschosse mit auf Verzögerung eingestellten Aufschlagzündern (AZmV) verschossen, wenn die Aufschlagwinkel weniger als 20 Grad betragen. In der Feuerleitsprache heißt es dazu Abpraller möglich. Beim Aufprall werden die Zünder ausgelöst und die Geschosse detonieren nach Ablauf der Verzögerungszeit in einer Höhe von ca. 5 bis 15 Metern über dem Ziel. Durch Abpraller kann so im Ziel eine höhere Splitterwirkung erreicht werden. Mit geneigter Panzerung soll das Eindringen des Geschosses in das Ziel verhindert werden und das Geschoss abgelenkt und zum Querschläger werden.
In Österreich gibt es eine Variante des Scheibenschießens, die sich den Abprallschuss auf einer Wasseroberfläche zunutze macht: Beim Wasserscheibenschießen („Gellerschießen“) wird nicht auf die Zielscheibe, sondern auf deren Reflexion auf der Wasseroberfläche geschossen (Preberseeschießen, Schattenseeschießen).

## Abgrenzung
Folgende Begriffe sind inhaltlich verwandt:
- Der Rollschuss (auch Gellschuss genannt) wie auch der diesem ähnliche Rikoschettschuss (auch Prellschuss genannt) wurden bei der Vorderladerartillerie erzielt, indem flach auf die feindliche Truppe gezielt wurde. So wurde mehrfaches Auftreffen erreicht und die Wirkung des Geschosses in den tief gestaffelten Reihen vergrößert.
- Geschosse, die durch Hindernisse in der Flugbahn oder beim Aufschlag im Ziel unkontrolliert abgelenkt werden, werden als Querschläger bezeichnet.